# Фатальний постріл
«Фатальний постріл» — радянський художній фільм 1990 року, знятий режисером Отаром Коберідзе.

## Сюжет
Інкасатор Гаїоз викрав державні гроші. У справу вступає оперативна група. Дорогою на викраденому автомобілі за кермом співучасниця Ірма. Вона перевертає машину з викраденими грошима. Злочинців затримують.

## У ролях
- Ія Парулава — Ірма
- Жанрі Лолашвілі — Гаїоз
- Гіві Чугуашвілі — Леван
- Отар Коберідзе — Нодар
- Леван Абашидзе — роль другого плану
- Олена Асламазішвілі — роль другого плану
- Зураб Берікашвілі — роль другого плану
- Гія Гапріндашвілі — роль другого плану
- Іраклій Кавсадзе — роль другого плану
- Ніно Круашвілі — роль другого плану
- Картлос Марадішвілі — роль другого плану
- Акакій Месаблішвілі — роль другого плану
- Гогі Схіртладзе — роль другого плану
- Лаша Твалабеїшвілі — роль другого плану
- Гіві Тохадзе — роль другого плану
- Кетеван Есаїашвілі — роль другого плану
- В. Ахалкаці — епізод
- В. Беріташвілі — епізод
- Д. Качарава — епізод
- А. Нанейшвілі — епізод
- Олег Одішелідзе — епізод
- М. Тетрашвілі — епізод

## Знімальна група
- Режисер — Отар Коберідзе
- Сценаристи — Роман Гвенцадзе, Отар Коберідзе
- Оператор — Джимшер Крістесашвілі
- Композитор — Олександр Раквіашвілі
- Художник — Джемал Мірзашвілі